# Karangrejo (Metro Utara)
Karangrejo is een bestuurslaag in het regentschap Metro van de provincie Lampung, Indonesië. Karangrejo telt 7420 inwoners (volkstelling 2010).